# Amatol

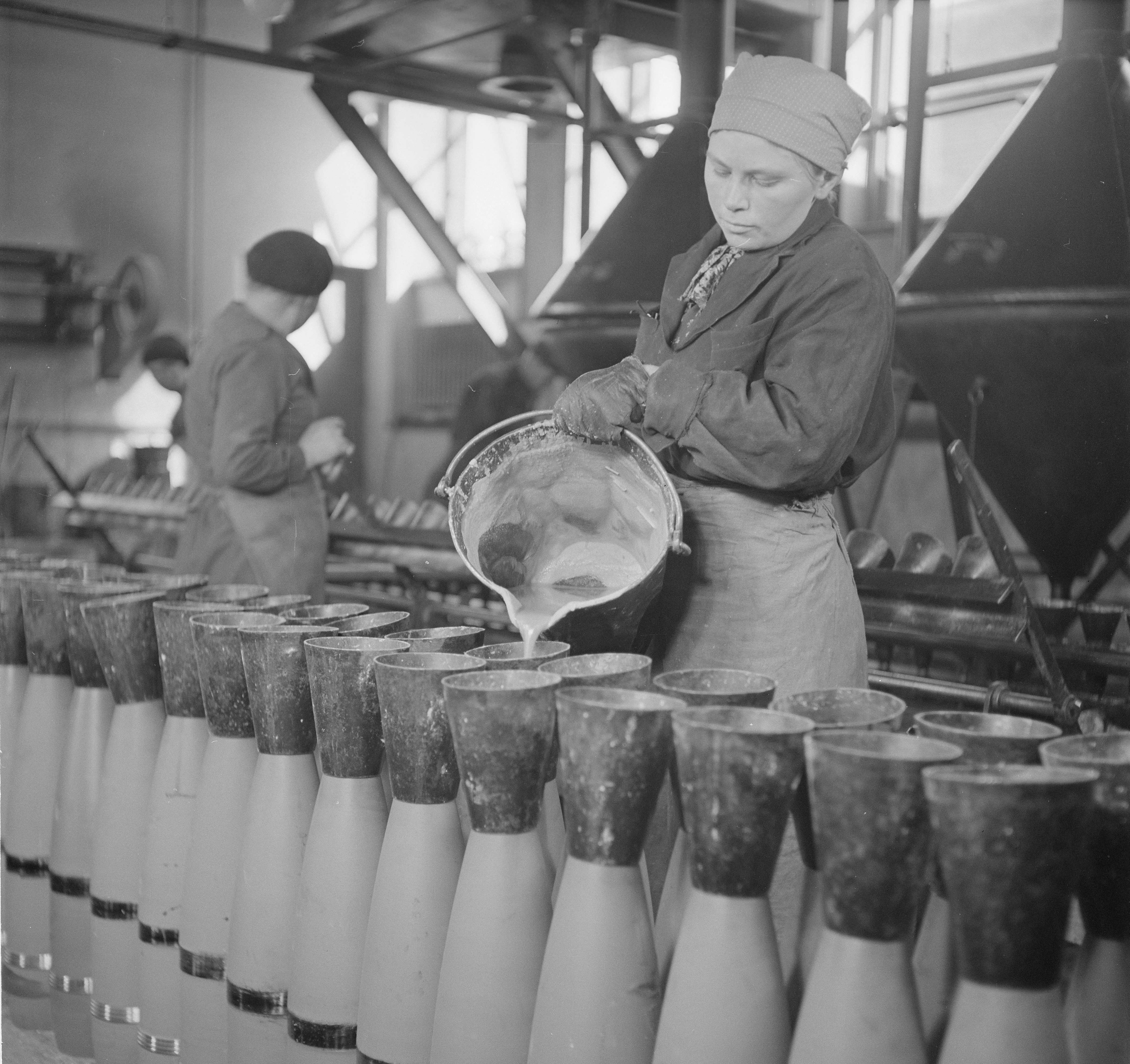
Proiectile de 152 mm umplute cu amatol; Finlanda, 1942

Amatolul este un material exploziv obținut dintr-un amestec de TNT și azotat de amoniu. Numele provine din limba engleză și este o combinație dintre denumirile azotatului de amoniu și a toluenului (materii prime ale trinitrotoluenului). Amestecuri similare (o parte dinitronaphthalenă și 7 părți de azotat de amoniu) sunt cunoscute ca Schneiderite în Franța. Amatolul a fost folosit pe scară largă în timpul Primului Război Mondial și Al Doilea Război Mondial ca exploziv pentru proiectile, cum ar fi bombe, obuze, proiectile de adâncime și mine marine. Explozibilul a fost în cele din urmă înlocuit cu compozition B, torpexul, și tritonalul.

## Fabricarea și utilizarea
Amatolul folosește sinergia dintre trinitrotoluen și azotatul de amoniu. TNT-ul din compoziția lui are o putere explozivă mare, dar este ineficient în oxigen iar deficitul lui provoacă fum negru și reziduuri.  
Prezența oxigenului în preajma azotatului de amoniu crește puterea de explozie a TNT-ului în timpul detonării și în funcție de raportul dintre ingredientele folosite, amatolul lasă un reziduu de culoare albă sau gri după detonare. Puterea exploziei este inferioară față de trinitrotoluenul pur dar este mai ieftin datorită azotatului de amoniu din compoziție. TNT-ul este de 50% mai ineficient în prezența oxigenului asfel încât amatolul realizează un echilibru, fiind mai eficient decât TNT-ul pur în lucrările subterane sau subacvatice. 
Puterea distructivă a produsului final este vizibil redusă, atâta timp cât cantitatea de TNT în amestec nu fie sub 60%. Amestecurile care conțin mai puțin de 20% trinitrotoluen sunt rar folosite.
În producția amatolului, trinitrotoluena este încălzită cu abur sau apă fierbinte până se topește și capătă caracteristicile unui sirop. Apoi, raportul de greutate este corectat cu praf de azotat de amoniu. În timp ce amestecul este încă topit, acesta este turnat în tuburi de hârtie cerată și se lasă la răcit până când se solidifică. Culoarea amatolului variază de la alb la galben deschis sau brun-roz, în funcție de amestecul folosit, și rămâne moale pentru perioade lungi de depozitare. De asemenea, este higroscopic, ceea ce complică stocare pe termen lung. Pentru a preveni problemele cu umiditatea, amatolul este acoperit cu un strat subțire de TNT sau bitum.
Amatolul nu trebuie depozitat în recipiente din cupru sau alamă pentru a nu forma compuși instabili sensibili la șocuri. Este puțin sensibil când este presat dar poate fi detonat la un impact puternic. Explozivii primari cum ar fi fulminatul de mercur sunt folosiți de multe ori ca detonatori.
Un derivat al amatolui este amatexul, format din 51% azotat de amoniu, 40% TNT, și 9% RDX.

## Amonita
Amatolul este din ce în ce mai rar folosit în prezent, fiind întâlnit doar în munițiile neexplodate din războaiele mondiale. O altă formă de amatol există sub un alt nume — amonită. Amonita este un exploziv civil, ce în general cuprinde un amestec 20/80 de TNT și de azotat de amoniu. De obicei este folosit în industria extractivă și exploatări miniere de suprafață în Europa de Est și China. 
Pentru că proporția de TNT este semnificativ mai mică decât a amatolului, amonita are o mai mică putere de distrugere; în comparație, 30 kg de amonită este echivalentă cu 20 de kilograme de TNT.

## Amatol, New Jersey
Amatol a fost și numele dat unei fabrici de muniții de lângă o colonie muncitorească construită de către guvernul Statelor Unite în Mullica Township, New Jersey, în timpul Primului Război Mondial.  După război, orașul a fost abandonat și construit în loc pista de curse Atlantic City Speedway în anul 1926.